# Rola Bola

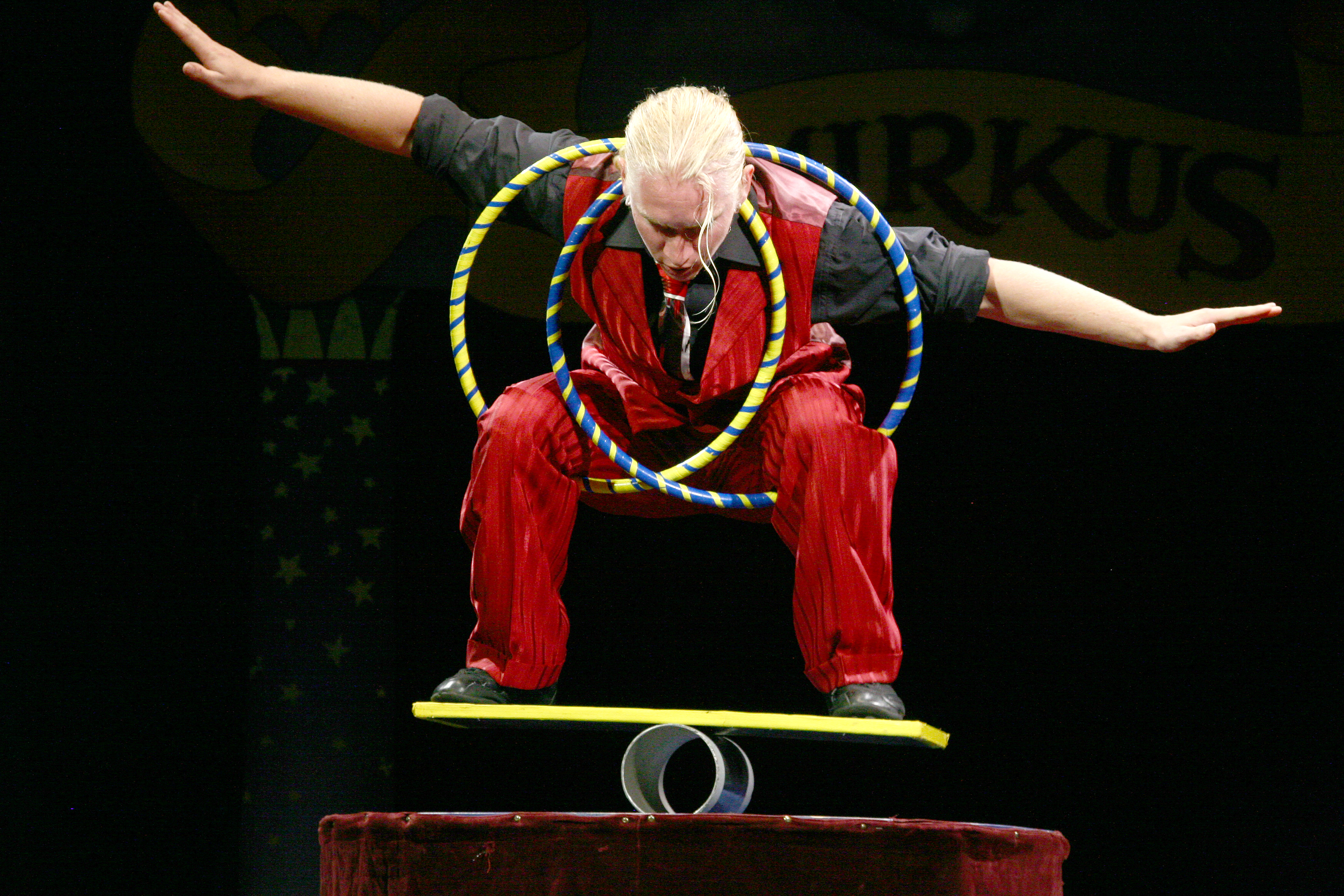
Zirkusartist auf einem Rola Bola

Das Rola Bola (seltener: Rola-Rola), dessen Ursprung bis ins Mittelalter zurückreicht, ist ein Balanciergerät. Es besteht aus einem Brett und einem zylinderförmigen Rohr. Rola Bolas werden im Rahmen des Zirkus eingesetzt, aber auch im Fitnessbereich zum Training der Balance und der Kräftigung.
Gewöhnlich steht der Benutzer auf dem Brett, welches auf dem Rohr balanciert wird. Seine Füße sind dabei auf den Enden des Brettes positioniert. Der Körper muss dabei so ausbalanciert werden, dass die Kanten des Brettes daran gehindert werden, den Boden zu berühren.
Für Zirkusauftritte werden auch mehrere Zylinder und Bretter aufeinander gestapelt, um die Anforderung und den Unterhaltungswert zu steigern. Das Rola Bola wird für Zirkusauftritte gelegentlich mit Jonglage, wie beispielsweise der Ball- oder Keulenjonglage, dem Diabolo, oder Devilsticks kombiniert.